# Torre de Coelheiros
Torre de Conejeros (en portugués Coelheiros) es una Freguesia portuguesa del municipio de Évora, con 226,23 km² de superficie y  habitantes (2001). La densidad de población es de 3,6 hab/km².